# Kosei Wakimoto
Kosei Wakimoto (脇本 晃成 Wakimoto Kōsei?, Hiroshima, 8 de enero de 1994) es un futbolista japonés que juega como defensa en el Beluga Rosso Iwami.

## Trayectoria

### Clubes
| Club                 | País  | Año       |
| -------------------- | ----- | --------- |
| Kataller Toyama      | Japón | 2016-2019 |
| Iwate Grulla Morioka | Japón | 2020-2022 |
| Kataller Toyama      | Japón | 2023-2024 |
| Beluga Rosso Iwami   | Japón | 2025-     |